# Camilla Thorsen
Camilla Nordberg Thorsen, född 30 december 1975 i Kongsberg, är en tidigare norsk handbollsspelare, som spelade som vänstersexa.

## Klubbkarriär
Thorsen började  spela handboll i norska IL Bergkameratene, sedan för Gjerpen IF, Tertnes IL, och Bergenklubben Nordnes. Hon flyttade år 2000 till danska toppklubben Viborg HK där hon sedan spelade i fem år 2000-2005. Hon vann danska mästerskapstiteln med Viborg 2001 och 2002. Främsta klubbmeriten är guldet i EHF-cupen med Viborg 2004. Efter åren i Viborg spelade hon för Leipzig 2005-2006 och blev tysk mästare och cupmästare. Sina två sista år spelade hon för Ikast-Bording 2006-2008. När Ikast-Bording inte ville förlänga kontraktet med henne ville flera norska toppklubbar värva henne men hon valde en civil karriär. 2008 då hon slutade spela topphandboll flyttade hon hem till Kongsberg. Hon blev då aktiv i Skrim Håndball med ungdomsarbete. Hennes styrka som spelare var snabbhet och spänst. Hon var en god kontringsspelare.

## Landslagskarriär
1993 till 1995 spelade hon 19 landskamper i norska ungdomslandslaget. Thorsen landslagsdebuterade vid 20 års ålder mot Danmark 1995, men det dröjde sedan 5 år innan hon spelade sin nästa landskamp. År 2000 mästerskapsdebuterade hon för Norge i EM. De flesta av de 61 landskamperna spelade hon 2004-2005 då hon 2004 blev europamästare med Norge och  2005 då hon deltog i VM i Sankt Petersburg, där Norge placerade sig på nionde plats. Sammanlagt spelade hon 61 landskamper med 138 gjorda mål för Norge.